# Randy Smith
Randolph "Randy" Smith, född 21 december 1948 i Bellport i New York, död 4 juni 2009 i Norwich i Connecticut, var en amerikansk professionell basketspelare (SG) som tillbringade tolv säsonger (1971–1983) i den nordamerikanska basketligan National Basketball Association (NBA), där han spelade för Buffalo Braves, San Diego Clippers, Cleveland Cavaliers, New York Knicks och Atlanta Hawks.
Under sin NBA-karriär gjorde Smith 16 262 poäng (16,7 poäng per match), 4 487 assists samt 3 597 rebounds, räddningar från att bollen ska hamna i nätkorgen, på 976 grundspelsmatcher.
Han draftades först av Detroit Pistons i andra rundan i 1970 års draft som 205:e spelare totalt. Smith blev dock tillgänglig att gå i NBA-draften efterföljande år, där blev han vald av Buffalo Braves i andra rundan som 104:e spelare totalt.
Innan han blev proffs studerade Smith vid Buffalo State University och spelade både basket och fotboll för deras idrottsförening Buffalo State Bengals.